# Universitat de Greifswald
La Universitat de Greifswald; alemany: Ernst-Moritz-Arndt-Universität Greifswald) és una universitat pública de recerca situada a Greifswald, Alemanya, a l'estat federal de Mecklenburg-Pomerània Occidental.
Va ser fundada l'any 1456 (ja ensenyava des de 1436), és una de les universitats en funcionament continu més antigues d'Europa. També va ser una universitat del Regne de Suècia 1648–1815) i de Prússia (1815–1945). Té uns 12.000 alumnes.
En principi era una universitat catòlica, però la reforma protestant es va introduir a la universitat el 1539. Johannes Bugenhagen, un alumne de la universitat va ser un personatge important durant la Reforma a Alemanya i a Escandinàvia i era un bon amic de Martí Luter.
El 1604, la Biblioteca Universitària de Greifswald va ser la primera biblioteca universitària centralitzada d'Alemanya. Actualment aquesta universitat té llibres impressos per Johannes Gutenberg o Thomas Thorild. La coneguda frase cuius regio, eius religio (la religió segons el governant) s'atribueix al jurista Joachim Stephani (1544–1623) de la Universitat de Greifswald.
Després de la Pau de Westfàlia el 1648 la part occidental de Pomerània, incloent Greifswald i la universitat va esdevenir un feu de Suècia. Més de 1.500 suecs van estudiar a la Universitat de Greifswald.
Quan la Pomèrania sueca va esdevenir part de Prússia el 1815, la Universitat de Greifswald va passar a ser la universitat més antiga del territori de Prússia.
La Facultat de Dret es va convertir en Facultat de Dret i Econòmiques el 1905. El 1912, Otto Jaekel, fundà la Societat Paleontològica Alemanya.
L'any 1933 la universitat va ser reanomenada Ernst Moritz Arndt, que hi va estudiar teologia el 1791 i més tard hi ensenyà història. El nom va ser suggerit pel professor nazi Walther Glawe. La universitat va ser gleichschaltada i reformada segons les necessitats militars dels nazis.
L'any 2009, hi havia 12.500 estudiants matriculats a Greifswald.

## Persones notables vinculades a aquesta universitat

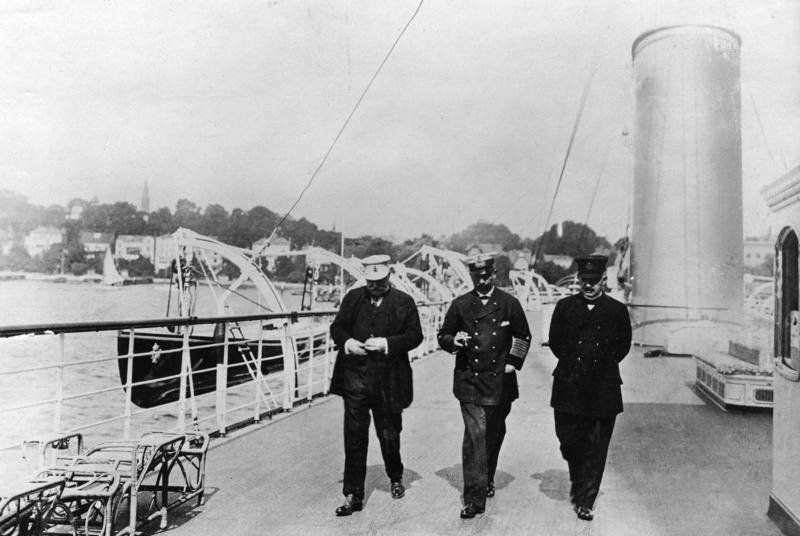
Bernhard von Bülow – Canceller de 1900 a 1909 —, L'Emperador Guillem II i Rudolf von Valentini el 1908.

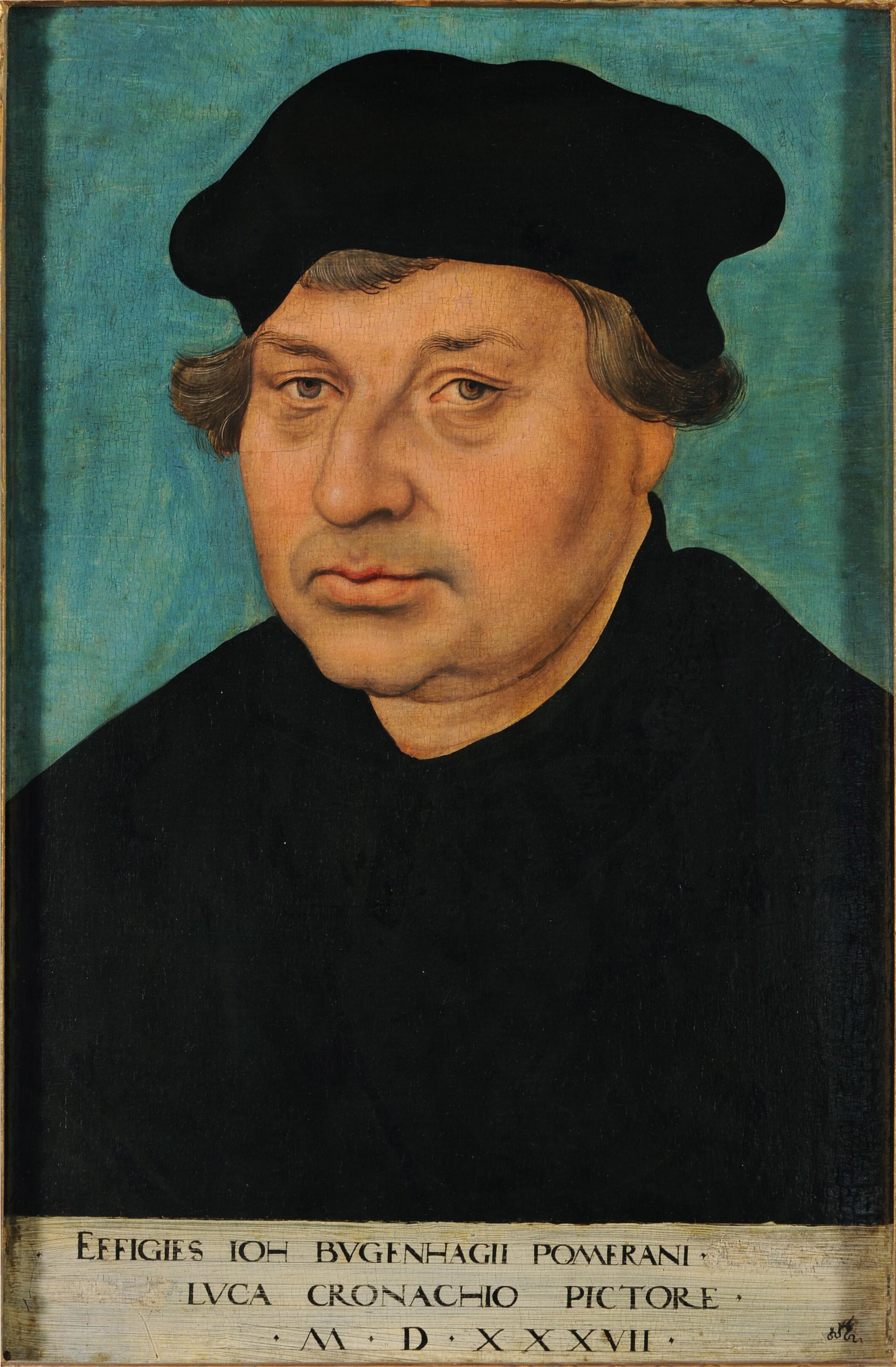
Johannes Bugenhagen (1485–1558) – Reformador protestant.

Johannes Stark (1874–1957) va rebre el Premi Nobel de Física el 1919 (vegeu Nobel Prize Website) "pel seu descobriment de l'efecte Doppler en camps elèctrics" durant la seva estada a la Universitat de Greifswald. El 1939, Gerhard Domagk (1895–1964) va rebre el Premi Nobel de Medicina (vegeu Nobel Prize Website) "pel descobriment dels efectes antibacterians del prontosil". Otto von Bismarck, va estar connectat amb Greifswald quan hi estudià agricultura. El Príncep Bernhard von Bülow també estudià a aquesta universitat.